# Gerle (Einheit)
Das Gerle, oder Karrenbütte, war ein Flüssigkeitsmass, insbesondere für Wein, im Kanton Neuenburg in der Schweiz.
- 1 Gerle = 52 Pots/Mass = 3686 2/5 Pariser Kubikzoll[1]
- als Trestermost war 1 Gerle = 52 Pots
- als Helles aus Most 1 Gerle = 35 2/5 Pots[2]
- 1 Muid/Führling = 5 Gerlen = 12 Septiers/Eimer = 192 Pots = 258,8 Liter
- 1 Karrenbütte = 3 ¼  Septiers/Setiers/Eimer
- 1 Pot = 1,90429 Liter